# Karita Bekkemellem
Karita Bekkemellem (Lillehammer, 15 januari 1965) is een Noors zakenvrouw en voormalig politica voor de Arbeiderparti. Tussen 2000 en 2007 was zij tweemaal minister in beide regeringen van Jens Stoltenberg.

## Biografie
Bekkemellem werd geboren in Lillehammer, in de provincie Oppland. Op jonge leeftijd verhuisde ze naar Molde, de hoofdstad van de provincie Møre og Romsdal, waar ze de middelbare school volgde. Na haar eindexamen volgde ze een opleiding aan de hogeschool voor de krijgsmacht. Ze werkte een aantal jaar voor de provincie alvorens zij in 1989 voor de eerste keer in de Storting werd gekozen. Zij zou tot 2009 lid blijven.
In 2000, na de val van het eerste kabinet Bondevik werd Bekkemellem benoemd tot minister voor Jeugd en Gezin in de eerste regering-Stoltenberg. Toen Jens Stoltenberg na de verkiezingen van 2005 zijn tweede kabinet vormde werd Bekkemellem opnieuw benoemd tot minister voor Jeugd en Gezin, welke portefeuille in 2006 werd uitgebreid met emancipatie. Bij de kabinetswijziging in 2007 verloor zij haar portefeuille.
Bekkemellem schreef een autobiografie waarin ze ook haar tijd als minister beschrijft. Ze is daarin kritisch over Stoltenberg, die ze met name slecht personeelsmanagement verwijt. 
Tijdens haar eerste huwelijk, tot 2005, gebruikte zij de naam van haar echtgenoot en was toen bekend als Karita Bekkemellem Orheim. 
- Bibsys: 9067548
- Virtual International Authority File: 228534492